# Euro-Asia Air

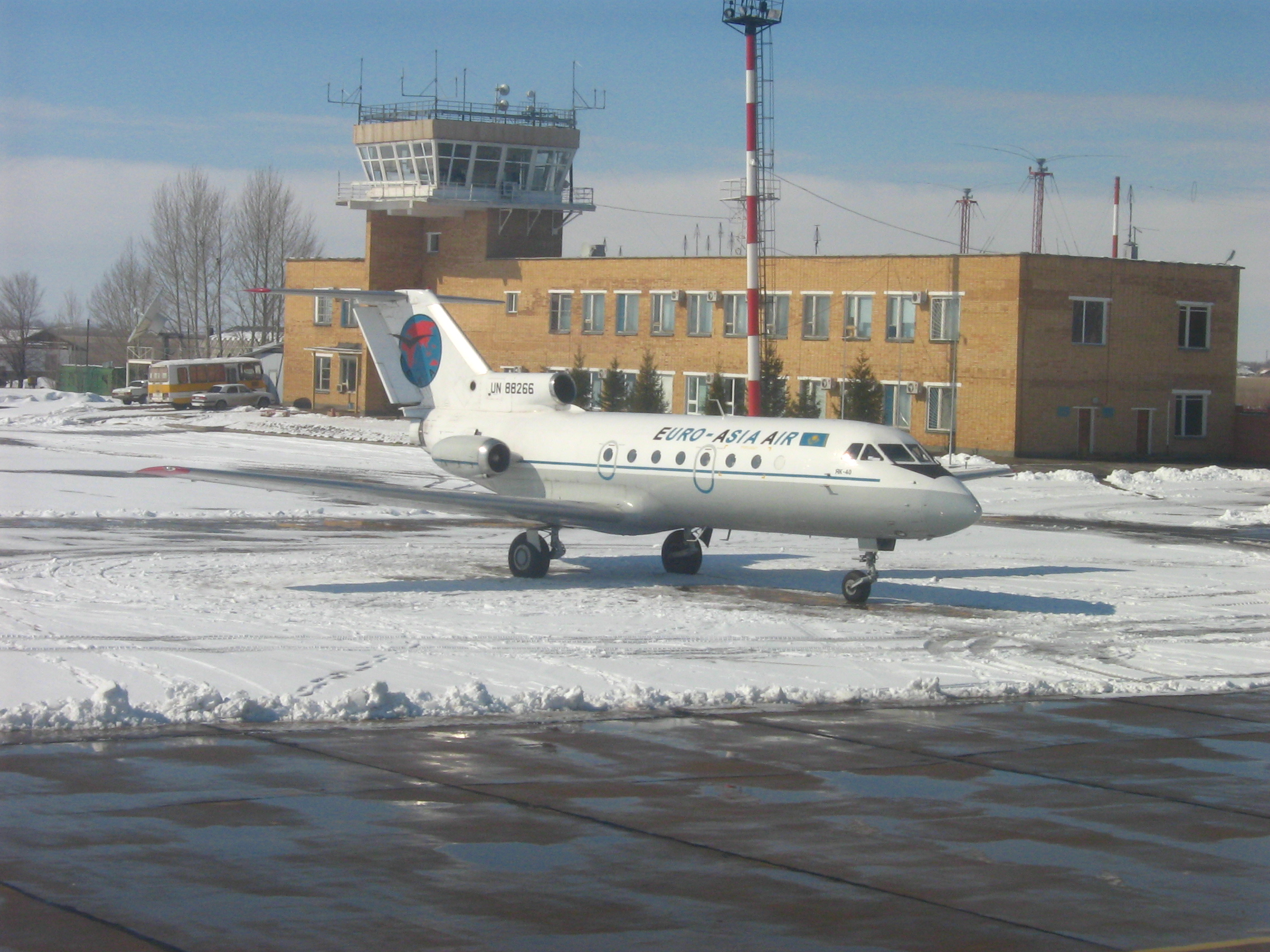
Jakovlev Jak-40 vid Uralsk flygplats

Euro-Asia Air, IATA:6Z, ICAO: EAK, är ett kazakiskt flygbolag grundat 1997. Företaget flyger främst inom Ryssland och Asien. Flygbolaget har sina huvudkvarter vid Atyraws flygplats i Atyrau. 

## Historia
Euro-Asia Air bildades 1997. I november år 2000 slogs Euro-Asia Air och Atyrau Air Ways ihop. Samtidigt köpte företaget Atyraws flygplats, deras huvudflygplats. Numera ägs Euro-Asia Air av KazMunayGas, ett bränsleföretag. Euro-Asia Air hade 390 anställda i mars 2007. 

## Flotta[1]
- 4 Embraer ERJ-135

### Tidigare flotta
- 1 Gulfstream GIV-SP
- 1 Iljushin Il-76TD
- 1 Let L-410 UVP-E
- 2 Tupolev Tu-134A
- 2 Jakovlev Jak-40